# Chromebook
Als Chromebooks werden Notebooks und Tabletcomputer bezeichnet, die als Betriebssystem die Linux-Distribution Google Chrome OS benutzen.
Chromebooks zeichnen sich dadurch aus, dass anders als bei einem klassischen Notebook Anwendungsprogramme zum überwiegenden Teil als Applikation im Chrome-Browser laufen. Daten und Einstellungen werden in der Regel nicht lokal, sondern in der Google-Cloud gespeichert und online zur Verfügung gestellt. Dadurch sind die Geräte schnell austauschbar: Mit der Anmeldung über ein persönliches Google-Konto auf einem anderen Gerät werden alle Daten und Einstellungen synchronisiert. Um ihren vollen Funktionsumfang auszuschöpfen, sind Chromebooks auf die Anbindung an die Google-Server über einen Internetzugang angewiesen.
Die ersten Chromebooks wurden ab Juni 2011 in den USA, Großbritannien, Frankreich, Spanien, Italien und Deutschland angeboten.

## Geschichte

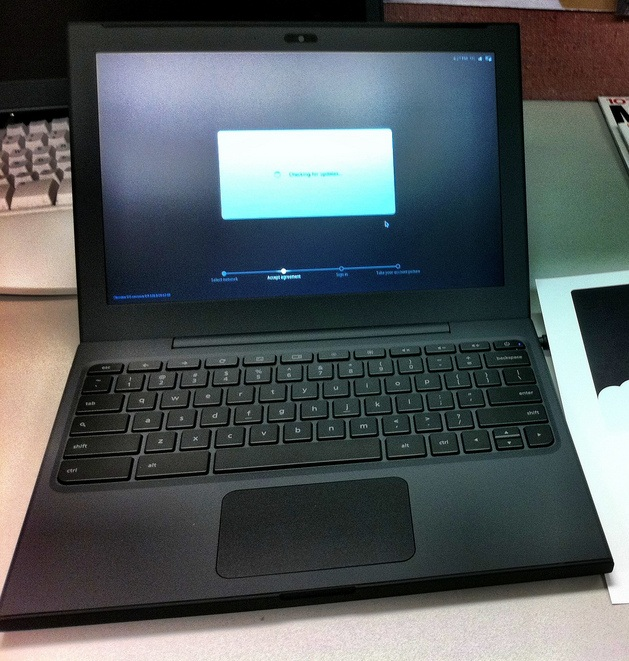
Chrome-Notebook Cr-48, experimenteller Vorläufer der Chromebooks

Die ersten Modelle der Chromebooks wurden von den asiatischen Unternehmen Samsung und Acer produziert und optional mit UMTS-Unterstützung angeboten. Das Chromebook von Samsung wurde mit einem 12,1"-Monitor und einer Auflösung von 1280 × 800 Bildpunkten ausgeliefert, das Acer-Chromebook mit einem 11,6"-Monitor. Beide Geräte verfügten über eine HD-fähige Webcam, sodass auch Videokonferenz-Dienste des US-amerikanischen Unternehmens Google genutzt werden konnten.
Viele Modelle sind bis auf wenige High-End-Modelle mit eher leistungsschwächeren Bauteilen für CPUs und Arbeitsspeicher ausgestattet, und die Akkus sind häufig fest verbaut. Die lokalen Massenspeicher, häufig SSDs, sind weitaus kleiner ausgelegt als bei Notebooks ähnlicher Größe, weil größere Datenmengen zentral auf Google-Servern gespeichert werden.
Heutige Modelle (Stand 2023) haben einen Arbeitsspeicher von 4 GB bis zu 16 GB und relativ kleine Festplatten von 32 GB bis zu 512 GB. Chromebooks benötigen weniger Hardware-Ressourcen als bspw. Windows-Notebooks und haben Akkulaufzeiten von 8 Stunden und mehr, je nach Prozessor.
Seit 2023 gibt es das „Chromebook Plus“, das Mindest-Standards erfüllen muss:
- mind. Intel-Core-i3-Prozessor der 12. Generation oder AMD Ryzen der 3000-Serie
- mind. 8 GB Arbeitsspeicher (RAM)
- mind. 128 GB Festplattenspeicher
- mind. 1080p-Webcam mit zeitlicher Rauschunterdrückung (Temporal Noise Reduction)
- mind. Full-HD-IPS-Display (1920x1080 Pixel)

Für schnelles Booten wird Coreboot anstatt BIOS/UEFI verwendet.
Neben den Notebooks werden seit 2012 auch Chrome OS-Geräte in Form von Desktop-Computern angeboten, die Chromebox genannt werden.
Jedes Chromebook hat sowohl ein Trusted Platform Module als auch einen passenden Firmware-Chip. Dieser Chip wird verwendet, um beim Bootvorgang zu überprüfen, ob die Read-Write-Firmware vom Unternehmen Google signiert wurde.
Damit auf einem Chromebook auch ohne permanente Internetverbindung gearbeitet werden kann, hat Google für diese Art von Notebooks besondere „Offline“-Versionen seiner Software (z. B. Gmail) entwickelt.
Für den professionellen Einsatz sowie für Behörden und Bildungseinrichtungen werden Chromebooks als kombinierte Hardware und Software as a Service direkt von Google vertrieben.
Im Mai 2018 kündigte Google an, dass es Linux-Desktop-Anwendungen auf Chromebooks über eine virtuelle Maschine mit dem Codenamen "Crostini" verfügbar machen würde. ChromeOS, das auf Chromebooks läuft, basiert bereits auf dem Linux-Kernel, aber es bietet keine Standardunterstützung für Anwendungen, die ein GNU-basiertes System erwarten. Crostini verließ das Beta-Stadium im Mai 2021 als Teil von Release 91. Google führt eine Liste von Geräten, die vor 2019 auf den Markt kamen und Crostini unterstützen.

## Vergleich mit herkömmlichen Notebooks
Chromebooks versprachen bei ihrer Einführung eine Bootzeit von unter acht Sekunden einschließlich der Verbindung zum Internet. (Obwohl dieses zu der Zeit schon auf jedem Laptop durch Ruhezustand-/Schlaf-Energiesparmodus verfügbar war.) Die Akkus sollten eine Laufzeit von einem Tag bieten. In der Praxis booten Geräte des Jahres 2023 in rund 10 Sekunden, die Akkulaufzeit liegt zwischen 8 und 14 Stunden.
Der größte Unterschied besteht im Betriebssystem Chrome OS, das als System auf den Webbrowser Chrome reduziert ist. Anwendungen laufen als Webanwendung in Chrome, deswegen muss keine Software installiert werden. Updates für Betriebssystem und Browser werden automatisch über das Internet verteilt, Web-Apps anderer Anbieter als Google erfolgen auf deren Servern.
Deshalb ist auch das Aktualisieren auf eine neue Version oder das Installieren von Sicherheitskorrekturen durch den Benutzer unnötig.
Da auf den Chromebooks nur Webanwendungen zum Einsatz kommen, können trotz beschränkter Hardware auch aufwendige und rechenintensive Anwendungen wie das Schneiden von Videos durchgeführt werden, sofern das ein geeigneter Webdienst anbietet. Dafür müssen allerdings die Benutzerdaten, also zum Beispiel das Video, hochgeladen werden, was eine entsprechend leistungsfähige Internetverbindung bedingt.

## Kritik
Datenschützer bemängeln, dass Chromebook-Nutzer nicht nur die Kontrolle über ihre Daten, sondern auch über die Programme verlieren. Bei einem Rückzug einer App und einem Sicherheitsleck seien sofort alle Nutzer betroffen. Außerdem werden in hohem Maße Nutzerdaten an Google übertragen. Dies ist auch bei von Google im Rahmen eines Service-Vertrages vertriebenen Geräten für Bildungseinrichtungen der Fall.
Ebenso können andere Betriebssysteme nicht ohne weiteres installiert werden, da der Bootvorgang der Geräte nicht modifiziert werden kann. Eine Modifikation des Betriebssystems, um Linux auf dem Chromebook zu installieren, funktioniert über die Entwicklereinstellungen des Betriebssystems. Dabei hilft die Tatsache, dass es sich bei Google Chrome OS um ein Gentoo-Linux-Derivat handelt.

## Erfolg und Verkaufszahlen der Chromebooks
Bis Ende 2012 sah die Situation für Google und die Hersteller enttäuschend aus. Samsung und Acer verkauften weltweit deutlich weniger als 200.000 Chromebooks. Acer überlegte, die Produktion von Chromebooks zu beenden, und ursprüngliche Interessenten wie Asus und HTC wollten vorerst komplett auf das Betriebssystem verzichten.
2013 konnte das Geschäft mit Chromebooks in den USA deutlich zulegen. Insbesondere konnten Chromebooks bei den Firmenkäufen einen Anteil am Gesamtmarkt von 10 % erreichen. Im dritten Quartal 2014 überstiegen die Verkaufszahlen von Chromebooks an US-Bildungseinrichtungen mit 715.000 Stück erstmals diejenigen von iPads. Im Januar 2015 kündigte Acer erstmals ein Chromebook mit einem 15,6 Zoll großen Full-HD-Display an. 2016 verkündete Google, ChromeOS mit dem Google Play Store aufzuwerten. Mit einem Schlag standen Nutzern eines Chromebooks zehntausende Apps und ein Vielfaches von neuen Funktionen und Möglichkeiten zur Verfügung. So verwundert es auch nicht, dass ChromeOS seine Nutzerzahlen in den USA 2020 fast verdreifachte.